# Je cherche après Titine
Je cherche après Titine (znana jako Titine albo Titina) – francuska piosenka skomponowana przez Léo Daniderffa w 1917 dla francuskich kabaretów.
W Polsce od 1924, ze słowami Willy'ego, utwór ten wykonywał Eugeniusz Bodo. Piosenkę wykorzystał Charles Chaplin w filmie Dzisiejsze czasy (1936), a w 1937 w Casino de Paris  zaśpiewała ją Mistinguett. W 1939 z nowymi słowami Mariana Hemara (Ten wąsik, ach, ten wąsik) i w wykonaniu Ludwika Sempolińskiego stała się sensacją rewii Orzeł czy Rzeszka w teatrzyku Ali-Baba w Warszawie. Do piosenki nawiązał również Julian Tuwim w swoim poemacie dygresyjnym „Kwiaty polskie”, pisząc „Siedziała pod cyprysem, bawiła się z tygrysem, a potem miała syna, Titina, ach Titina...”; nie był to jednak dosłowny cytat.